# Río Alejandro
La localidad de Río Alejandro es un pueblo, barriada de la ciudad de Colón en la provincia homónima de la República de Panamá, perteneciente al corregimiento de Pilón, situado en la costa atlántica del país. Se encuentra a 68 m s. n. m.

## Demografía
| 3,354         | 4,048 | 4,134 |
| (Fuente: INE) |       |       |